# Za budućnost Crne Gore
Za budućnost Crne Gore (Abkürzung Za; deutsch Für die Zukunft Montenegros) ist ein Wahlbündnis aus Demokratische Front (DF), Sozialistische Volkspartei (SNP), Narodni pokret (RP–UCG) und Echtes Montenegro („Prava Crna Gora“ / PCG).

## Ergebnisse bei Wahlen
Sie trat unter Zdravko Krivokapić bei der Parlamentswahl in Montenegro 2020 an und erreichte etwa 32,55 Prozent der Stimmen, damit wurde sie zweitstärkste Partei nach der bis dahin regierenden Demokratska Partija Socijalista (DPS), die 35,06 Prozent der Stimmen erreichte.

## Ausrichtung der Partei
Die Partei wird auch als proserbische Allianz gesehen; sie strebt engere Beziehungen mit Serbien und Russland an.
Die Partei ist eher dem Konservatismus und Rechtspopulismus zuzuordnen. Sie hat eine leichte EU-Skepsis.